# Тональность (живопись)
Тона́льность (фр. tonalité, от греч. τόνος — напряжение, ударение; от лат. tonus — тон) в живописи — одна из трёх основных характеристик цвета наряду с насыщенностью и светлотой. В живописи художник сознательно или интуитивно стремится к тональной цельности — композиции всех оттенков составляющих живописное произведение. Каждый отдельно взятый оттенок обладает тремя колористическими параметрами: тон (светлее, темнее), цвет (красный, оранжевый, жёлтый, зелёный, синий, фиолетовый) и спектральная чистота.  Теоретически, спектральная чистота — это самый трудно объяснимый параметр. В частности, у ясного голубого неба спектральная чистота больше чем у любого искусственного красителя, такого  как например синей ткани, даже шёлковой, обладающей наибольшей насыщенностью цвета.  Насыщенность и яркость цвета в природе, определяемая физическими свойствами света, намного превосходят возможности любых красок, даже масляных (обладающих наибольшей насыщенностью: поглощающей и отражающей свет способностью). Уступают красоте цвета в природе и цветные смальты, глазури и эмали (превосходящие светосилу масляных красок и, тем более, акварели, темперы и гуаши). Поэтому у художника-живописца существует только одна возможность: соревноваться с красотой цветного мира не в абсолютной ценности краски, а посредством тональных отношений, основанных на свойствах одновременного и последовательного контраста. Это прекрасно поняли французские импрессионисты и, отчасти опираясь на теорию цветового контраста М. Э. Шеврёля, воплотили в своих произведениях.

## История
Несмотря на то, что термин «тональность» в значительно большей степени закрепился в музыке и профессиональной деятельности музыкантов, по всей видимости, изначально, в силу своей наглядности, он возник в среде художников, а затем был перенесён в музыку, как это не раз случалось в истории искусства. И если по отношении к музыке термин «тональность» (фр. tonalité) в его современном технологическом смысле впервые применил Александр Этьенн Шорон в «Историческом словаре музыкантов», опубликованном в Париже в 1810 году,, то рассуждения о живописной и даже скульптурной тональности нередко встречаются уже в эпоху позднего Возрождения в источниках, связанных с изобразительным искусством.
Психологическое значение тёплых и холодных цветов, соответствующих определённым темпераментам человека, в начале XIX века пытались обосновать поэт и учёный И. В. фон Гёте, немецкий художник-романтик Ф. О. Рунге, разработавший модель «цветового шара» — основополагающую для науки колористики (1809).

## Общая характеристика понятия «тональность»
Основной эстетический и художественный смысл термина тональность связан с этимологией др.-греч. τόνος (tonos) — напряжение, ударение, удар (в том числе, и удар грома), натяжение, тон (высота), что в применении к изобразительному искусству можно интерпретировать как «цветовое впечатление».
В теории изобразительного искусства используют определения: «хроматические тона» и «ахроматические тона», таким образом понятию тональности придаётся более широкое значение, что закреплено в специальной науке о цвете (колористике) и в прикладной теории цвета для художников: цветоведении. В живописи тональные отношения, включающие насыщенность цвета, его яркость и светлоту, создаваемые живописцем добавлением белил или чёрной краски, отличают от светотеневых отношений: валёров.
В натуралистическом, нехудожественном, изображении понятия тональных и светотеневых отношений отождествляют. Художники также используют понятие «основного тона» (аналогично музыке), который придаёт цельность всему изображению. Кроме того, хроматические и ахроматические тона различают по тепло-холодности. Теплые и холодные тона создают колорит художественного произведения.
В хроматической гамме тёплые и холодные тона разделяются согласно физическим свойствам спектра, в ахроматической — в зависимости от свойств белой или чёрной краски (которые также делятся на тёплые и холодные). Тёплые и холодные тона вызывают различные физиологические ощущения. К тёплым тонам относят жёлтый, оранжевый и красный, к холодным — голубой, синий, зелёный, фиолетовый. Каждый из этих тонов может иметь более тёплые или более холодные оттенки. Тёплые и холодные оттенки не зависят от физических свойств краски, а связаны с психологией их восприятия в контексте живописной композиции. Оценка этих нюансов в значительной степени субъективна, она зависит от воздействия соседних цветов. Один и тот же оттенок в разных композициях может быть воспринят зрителем как тёплый или как холодный. Даже ахроматические (чёрно-белые) тона, находящиеся вблизи ярких тёплых или холодных цветов, по закону одновременного контраста принимают оттенки дополнительных, или комплементарных, цветов.
Тёплые тона воспринимаются более материально, они имеют свойство казаться выступающими, а холодные — отступающими в глубину. Отсюда живописные возможности построения сложного изобразительного пространства, лёгкого «колебания» изобразительной плоскости или, напротив, «зрительного прорыва» изображения. Опытные живописцы подчёркивают эти свойства красочной фактурой. Так, Рембрандт писал «света́» (освещённые части формы) пастозно, почти скульптурно, толстым красочным слоем «горячих тонов», а тени лессировал жидкой краской более холодного тона. Малые голландцы, пользуясь аналогичной техникой, писали иначе: света́ холодными тонами, а тени тёплыми. Полутон (светораздел), находящийся на границе освещённой и затенённой частей формы, как правило, холоднее света или тени. Цвет в тени всегда более сложен, чем на свету, поскольку он обогащён рефлексами — цветными отражениями освещённых частей окружающих предметов.

## Значения тональности
Тональность в изобразительном искусстве с давних времён не только создавала общее впечатление от картины, но и служила самым разнообразным методическим задачам: от формирования общего настроения (колорита) или узнаваемого индивидуального стиля автора — до организации такого сложнейшего явления как живописная перспектива.
Своя цветовая тональность, так или иначе, свойственна любому предмету. Тем более, она присуща — и любому произведению изобразительного искусства. Однако в ряде случаев можно говорить о заметном или даже доминирующем обратном влиянии, которое тональность оказывает на самого художника или на зрителя его картин. С другой стороны, в истории искусства нередко случалось так, что тональность какого-то конкретного произведения, или даже направления в искусстве производила бо́льшее впечатление и надолго оставалась в памяти как символ и даже становилась названием этого явления. Именно так, следуя потребности человеческой психологии выделять нечто главное или основное в собственном восприятии предметов мира или событий, создавались иной раз теории, иной раз меткие наблюдения, а иной раз и — легенды о тональностях, присущих тому или иному течению в изобразительном искусстве или периоду творчества художника. Не лишённые некоторой доли схематичности или упрощения, эти символы часто оказываются более жизненными, чем само явление.
Даже для тех, кто ни разу не слышал слова «супрематизм», — чёрный квадрат Малевича давным-давно превратился в жупел, который полностью исчерпывает поверхностное содержание этого явления искусства, сводя его к простой констатации картины-манифеста, не обладающей ни цветом, ни тональностью.
Не меньшим образом прославились «Голубой» и «розовый» периоды творчества Пабло Пикассо, — получившие название по доминирующей тональности картин, а также — промежуточная между ними «Девочка на шаре», соединяющая в себе и розовый, и голубой тона. Мало кто представляет себе какие-то конкретные картины из этих двух периодов, однако представление об их тональности врезается в память и воображение, превращаясь в своеобразный культурный стереотип.
Практически все основные стили и художественные течения в истории изобразительного искусства в той или иной мере отмечены своим особым отношением к колориту, краскам (их чистоте, размытости или смешению) и, как следствие, к тональности. Даже более того, зачастую возникая как реакция отрицания на предыдущий (господствующий) стиль очередного академизма, новое направление решительно противопоставляла «отживающему прошлому» своё новое отношение к форме, линии, цвету и тональности, зачастую сопровождая черты стиля — соответствующим текстовым манифестом или теоретическим обоснованием. Так, выбрав любой пример чередующихся стилей, не представляет особого труда сопоставить тональные принципы и цветовую гамму импрессионизма — и возникшего как реакция на него фовизма, одной из ранних ипостасей экспрессионизма, решительно противопоставившего расплывчатым и туманным «импрессиям» в палевых тонах и приглушённой гамме, свой стиль необузданной «дикости» и агрессивных чистых тонов.
Так или иначе, но каждый большой стиль в искусстве (с оговоркой на отдельные страны и периоды, от рассвета до заката) имеет свою принятую, господствующую тональность. И классицизм в живописи, и таковой же в архитектуре, стремясь стать узнаваемым и непохожим на прежние стили в искусстве, формировал, прежде всего, своё отношение к цвету, контрасту, сопоставлениям, тонам и полутонам, а также к линии и соотношениям главного и второстепенного в целом. Всё перечисленное, так или иначе, определяет тональность художественного произведения. Даже человек несведущий в самых общих чертах представляет или хотя бы имеет ощущение стиля — через его цветовую гамму и колорит. Ещё не имея перед глазами картины (скульптуры или здания), зритель следует своему комплексу ожидания. Равным образом, и намерения художника, выражаясь через укоренившиеся в нём стиль и школу, которую он представляет, получают ожидаемое воплощение через принятые (инерционные) закономерности ремесла. Именно таким путём, через традицию и историю профессиональной группы, утверждали себя тональности школ, направлений и стилей, старающихся удовлетворить те или иные ожидания группы «заказчика»: будь то королевский двор, буржуазная публика или пролетарский бомонд. Лаконичность, чёткость и контрасты классицизма, роскошь, условность и золотые цвета барокко, скупость и величие ампира, размытые краски импрессионизма — всё это вырастало из комплекса ожидания и, постепенно кристаллизуясь, получало своё выражение через тональность стиля.
Отдельное значение тональность имеет с точки зрения идентификации индивидуальности художника. В представлении публики и специалистов многие (если не все) живописцы, так или иначе, имеют свою «тональность», некий ожидаемый стиль или колорит, выраженный в красках и линиях. Именно по этому тональному стилю чаще всего и определяют кисть художника «на глазок». Причём, это представление имеет не только психологическое, но и вполне осязаемое экономическое или, если угодно, коммерческое значение. Если творчество самого́ художника является узнаваемым (ярким), то его больше знают и ценят. Равным образом, и отдельную картину автора — могут оценить как более яркую с точки зрения узнаваемости (её стиля и тонально-линейной совокупности) или менее характерную для его творчества, — что также может привести к изменению оценки (цены). К примеру, в своё время едва ли не в притчу вошла любовь к умбре некогда знаменитого и успешного французского художника-портретиста Леона Бонна́. Как следствие, в его картинах преобладал (или был существенным) тёплый коричневый тон, которого ожидали равно и зрители, и заказчики. В данном случае, тональность его портретов имела выраженный психологический эффект. Добившись успеха и поняв, чего от него ждёт публика, художник, прежде рисовавший картины в тёплом колорите по своей личной склонности, стал сознательно повторять и реплицировать собственный стиль, чтобы «укрепить» достигнутый эффект «узнаваемости», подкреплённый ожиданиями заказчиков. Нередко подобные склонности художников становились едва ли не более известными, чем даже они сами или их картины, вызывая иронию или становясь чем-то вроде «притчи во языцех»…

В зависимости от господствующего цвета той местности, где приходится скрытно передвигаться, разведчик выбирает для себя и костюм аналогичной тональности, к примеру: серый или желтоватый на дорогах, зелёный в полях, или цвета детской неожиданности — как в картинах нашего драгоценного пейзажиста, мсье Бонна́.
— Альфонс Алле, «Военные самовары-обрубки»
Напротив, существовали и такие художники, которые (иногда демонстративно) принижали значение тональности в своей живописи, всячески подчёркивая значение рисунка, линии или композиции. И этим они также снискали себе особенную, отдельную от других славу. К примеру, в системе живописных ценностей такого знакового художника как Энгр, цвет всегда играл — безусловно подчинённую роль, уступая графически чёткой линейно-плоскостной концепции формы. Можно сказать, что этот мастер даже намеренно обеднял колористическую составляющую своих картин. Живопись Энгра построена на сочетании крупных (временами, чётко ограниченных) локальных пятен, далеко не всегда связанных друг с другом тонально, но чаще — по смыслу или сюжету. Его высказывания на этот счёт не оставляют сомнений, что подобная позиция была намеренной:

Рисовать вовсе не значит просто делать контуры; рисунок состоит не только из линий. Рисунок — это ещё и выразительность, внутренняя форма, план, моделировка… Рисунок содержит в себе более трёх четвертей того, что представляет собой живопись.
— Жан Энгр об искусстве
Нужно ли и напоминать, что и впоследствии (спустя десятки лет) именно «рисунок Энгра» (его чёткость линий и классическая выверенность деталей) также вошла в притчу. Художники начала XX века употребляли выражение «рисунок Энгра» в качестве символа, противопоставляя его манеру — господствовавшей тогда расплывчатости импрессионизма.